# Telltale Games
Telltale Games was een Amerikaans computerspelontwikkelaar gevestigd in San Rafael te Californië. De studio werd in juni 2004 opgericht na een incident bij LucasArts. Bij LucasArts was men volop bezig met de ontwikkeling van het spel Sam & Max: Freelance Police, maar het project werd abrupt geschrapt omdat het management van mening was dat het tijdperk en hoogtepunt van avonturenspellen voorbij was. Ook eerder aangekondige avonturenspellen of vervolgen op bestaande successen (zoals Monkey Island en Maniac Mansion) bleven uit. Dit leidde ertoe dat veel medewerkers van de Adventure Game-afdeling hun ontslag gaven en zelf een eigen bedrijf opstarten: Telltale Games.
Op 21 september 2018 maakte het bedrijf bekend dat het het merendeel van de werknemers had ontslagen na aanblijvende financiële problemen. De overgebleven 25 werknemers blijven aan om aan contractuele verplichtingen betreffende Minecraft: Story Mode te voldoen. Alle overige spellen in (pre-)productie, waaronder de laatste twee episodes van The Walking Dead: The Final Season, werden geannuleerd.

## Succes met oude hypes
Opmerkelijk is dat Telltale Games heel wat spellen ontwikkelt van oudere franchises. Daar waar veel spelstudio's zich omwille van onder andere risico, return on investment en bijhorende winst enkel baseren op huidige hypes, films en tv-series maakt Telltale Games met succes spellen op basis van oudere franchises die bij het jongere publiek niet altijd gekend zijn. Enkele voorbeelden:
- Sam & Max: De Amerikaanse cartoonist Steve Purcell gaf LucasArts toestemming om een spelreeks te maken met zijn stripfiguren. Er kwam in 1993 slechts één avonturenspel op de markt: Sam & Max Hit the Road. Het vervolg Sam & Max: Freelance Police werd door LucasArts aangekondigd, maar het project werd uiteindelijk geschrapt. Gezien LucasArts na 12 jaar geen "Sam & Max"-spel meer had gemaakt, verloren ze de licentie en kwam deze in handen van Telltale Games.
- Back to the Future: een filmtrilogie uit de tweede helft van de jaren 1980. Telltale Games riskeerde in 2011 een spel uit te brengen met hoofdpersonages en attributen uit de film
- Tales of Monkey Island: gebaseerd op de Monkey Island-franchise van LucasArts. LucasArts had hiervan in 2000 het laatste spel uitgebracht. In 2009 kondigde LucasArts aan dat Telltale Games onder licentie een nieuw spel zal uitbrengen.[3]
- Jurassic Park: toen de film in 1993 uitkwam, waren er talloze spellen die profiteerden van de dino-hype. Ondertussen is de hype allang over. Toch riskeerde Telltale Games om in 2011 een spel uit te brengen waarvan de verhaallijn een rechtstreekse spin-off is van de eerste film.

## Episodes
Een ander opmerkelijk verschijnsel zijn hun "episodische spellen", die het merendeel van hun spellen beslaan.
Een episodische spel bestaat uit meerdere kortere delen van een volledig verhaal die over een tijdspanne van enkele maanden in delen worden uitgebracht. Bij sommige titels bestaat naast de keuze om het hele seizoen te kopen ook de mogelijkheid om losse episodes aan te schaffen.

## Overname LCG Entertainment
LCG Entertainment nam in augustus 2019 grote delen van TellTale Games over zoals de merknaam en hun bestaande catalogus aan spellen. Verder verkregen ze ook licenties om spellen te maken gebaseerd op Puzzle Agent, The Wolf Among Us en Batman, maar verloren de rechten op onder andere The Walking Dead en Stranger Things.
De heropgestarte spelstudio bevindt zich in Malibu met een satelliet-studio in Corte Madera, beide in de Amerikaanse staat Californië.

## Lijst van computerspellen
| Release | Titel                                           | Platform                                                                                              |
| ------- | ----------------------------------------------- | --- |
| 2005    | Telltale Texas Hold'em                          | Windows                                                                                               |
| 2005    | Bone: Out from Boneville                        | OS X, Windows                                                                                         |
| 2006    | CSI: 3 Dimensions of Murder                     | PlayStation 2, Windows                                                                                |
| 2006    | Bone: The Great Cow Race                        | Windows                                                                                               |
| 2006    | Sam & Max Save the World                        | Wii, Windows, Xbox 360                                                                                |
| 2007    | CSI: Hard Evidence                              | OS X, Wii, Windows, Xbox 360                                                                          |
| 2007    | Sam & Max Beyond Time and Space                 | iOS, OS X, PlayStation 3, Wii, Windows, Xbox 360                                                      |
| 2008    | Strong Bad's Cool Game for Attractive People    | OS X, PlayStation 3, Wii, Windows                                                                     |
| 2009    | Wallace & Gromit's Grand Adventures             | iOS, Windows, Xbox 360                                                                                |
| 2009    | Tales of Monkey Island                          | iOS, OS X, PlayStation 3, Wii, Windows                                                                |
| 2009    | CSI: Deadly Intent                              | Wii, Windows, Xbox 360                                                                                |
| 2010    | Sam & Max: The Devil's Playhouse                | iOS, OS X, PlayStation 3, Windows                                                                     |
| 2010    | Hector: Badge of Carnage                        | iOS, OS X, Windows                                                                                    |
| 2010    | Nelson Tethers: Puzzle Agent                    | iOS, OS X, PlayStation 3, Windows                                                                     |
| 2010    | CSI: Fatal Conspiracy                           | PlayStation 3, Wii, Windows, Xbox 360                                                                 |
| 2010    | Poker Night at the Inventory                    | OS X, Windows                                                                                         |
| 2010    | Back to the Future: The Game                    | iOS, OS X, PlayStation 3, Wii, Windows                                                                |
| 2011    | Puzzle Agent 2                                  | iOS, OS X, Windows                                                                                    |
| 2011    | Jurassic Park: The Game                         | iOS, OS X, PlayStation 3, Windows, Xbox 360                                                           |
| 2011    | Law & Order: Legacies                           | iOS, OS X, Windows                                                                                    |
| 2012    | The Walking Dead: Season One                    | Android, iOS, OS X, Ouya, PlayStation 3, PlayStation 4, PlayStation Vita, Windows, Xbox 360, Xbox One |
| 2013    | Poker Night 2                                   | iOS, OS X, PlayStation 3, Windows, Xbox 360                                                           |
| 2013    | The Wolf Among Us                               | Android, iOS, OS X, PlayStation 3, PlayStation 4, Windows, Xbox 360, Xbox One, PlayStation Vita       |
| 2013    | The Walking Dead: Season Two                    | Android, iOS, OS X, Ouya, PlayStation 3, PlayStation 4, PlayStation Vita, Windows, Xbox 360, Xbox One |
| 2014    | Tales from the Borderlands                      | Android, iOS, OS X, PlayStation 3, PlayStation 4, Windows, Xbox 360, Xbox One                         |
| 2014    | Game of Thrones: A Telltale Games Series        | Android, iOS, OS X, PlayStation 3, PlayStation 4, Windows, Xbox 360, Xbox One                         |
| 2015    | Minecraft: Story Mode - A Telltale Games Series | Android, iOS, OS X, PlayStation 3, PlayStation 4, Windows, Xbox 360, Xbox One                         |
| 2016    | The Walking Dead: Michonne                      | Android, iOS, OS X, PlayStation 3, PlayStation 4, Windows, Xbox 360, Xbox One                         |
| 2016    | Batman: The Telltale Series                     | Android, iOS, OS X, PlayStation 3, PlayStation 4, Nintendo Switch, Windows, Xbox 360, Xbox One        |
| 2016    | The Walking Dead: Season Three                  | Android, iOS, OS X, PlayStation 3, PlayStation 4, Windows, Xbox 360, Xbox One                         |
| 2017    | Guardians of the Galaxy: The Telltale Series    | Android, iOS, OS X, PlayStation 3, PlayStation 4, Windows, Xbox 360, Xbox One                         |
| 2017    | Minecraft: Story Mode - Season Two              | Android, iOS, OS X, Playstation 4, Windows, Xbox 360, Xbox One                                        |
| 2017    | Batman: The Enemy Within                        | Android, iOS, Playstation 4, Windows, Xbox One                                                        |
| 2018    | The Walking Dead: The Final Season              | Android, iOS, Playstation 4, Nintendo Switch, Windows, Xbox One                                       |

### Geannuleerde spellen
- King's Quest[9][10]
- Game of Thrones: Season Two
- The Wolf Among Us: Season Two